# Dietrichita
La dietrichita és un mineral de la classe dels sulfats, que pertany al grup de l'halotriquita. Rep el seu nom pel txec Gustav Heinrich Dietrich, qui va analitzar les primeres mostres del mineral.

## Característiques
La dietrichita és un sulfat de fórmula química ZnAl₂(SO₄)₄(H₂O)₁₇·5H₂O. Cristal·litza en el sistema monoclínic, i acostuma a trobar-se en forma d'eflorescències en els treballs de mines. La seva duresa a l'escala de Mohs és 2.
Segons la classificació de Nickel-Strunz, la dietrichita pertany a «07.CB: Sulfats (selenats, etc.) sense anions addicionals, amb H₂O, amb cations de mida mitjana» juntament amb els següents minerals: dwornikita, gunningita, kieserita, poitevinita, szmikita, szomolnokita, cobaltkieserita, sanderita, bonattita, aplowita, boyleïta, ilesita, rozenita, starkeyita, drobecita, cranswickita, calcantita, jôkokuïta, pentahidrita, sideròtil, bianchita, chvaleticeïta, ferrohexahidrita, hexahidrita, moorhouseïta, niquelhexahidrita, retgersita, bieberita, boothita, mal·lardita, melanterita, zincmelanterita, alpersita, epsomita, goslarita, morenosita, alunògen, metaalunògen, aluminocoquimbita, coquimbita, paracoquimbita, romboclasa, kornelita, quenstedtita, lausenita, lishizhenita, römerita, ransomita, apjohnita, bilinita, halotriquita, pickeringita, redingtonita, wupatkiïta i meridianiïta.

## Formació i jaciments
Va ser descoberta a la mina Baia Sprie, a la localitat homònima de la província de Maramureș, a Romania. També ha estat descrita en altres indrets d'Europa, al Iemen, a l'Argentina, als Estats Units i a Austràlia.